# Condado de Lincoln (Carolina do Norte)
O Condado de Lincoln é um dos 100 condados do estado americano da Carolina do Norte. A sede do condado é Lincolnton, e sua maior cidade é Lincolnton. O condado possui uma área de 795 km² (dos quais 21 km² estão cobertos por água), uma população de 63 780 habitantes, e uma densidade populacional de 82 hab/km² (segundo o censo nacional de 2000). O condado foi fundado em 1779.